# Мтарази (водопади)
Мтарази водопад је 761 метар висок који пада у два витка стуба воде у Источним планинама у Зимбабвеу. Вода пада у са гранитних стена у долину Хонде. Мтарази водопади су званично пети у свету по висини.